# Aeroporto Internazionale di Seul-Incheon
L'Aeroporto Internazionale di Seul-Incheon (인천국제공항?, 仁川國際空港?, Incheon Gugje GonghangLR, in inglese Incheon International Airport - IATA: ICN, ICAO: RKSI) è un aeroporto internazionale ed intercontinentale situato a 70 km da Seul, la capitale della Corea del Sud. È il più grande aeroporto nel paese, nonché uno dei più trafficati ed estesi al mondo, servendo l'area metropolitana della capitale.
Per sette anni consecutivi (2005-2012), è stato valutato il migliore aeroporto mondiale dalla Airports Council International, specie per quanto riguarda i suoi servizi: difatti, l'aeroporto dispone di un campo da golf, un centro benessere, camere da letto private, pista di pattinaggio, un casinò, giardini interni e un Museo della cultura coreana. In aggiunta, l’aeroporto è anche molto rapido, volendoci solo 16 minuti per la partenza e 12 minuti per il processo di arrivo, che è molto al di sopra degli standard globali di 60 e 45 minuti rispettivamente. Il suo duty-free è stato valutato il migliore del mondo per tre anni di fila dal 2012 da chi viaggia per affari. All'aeroporto è stato assegnato il premio Best in servizio nella classe alla 1ª Conferenza internazionale sulla qualità e servizio aeroportuale dalla IATA e dal Consiglio internazionale degli aeroporti (ACI), e al secondo posto in tutto il mondo Best Airport, dietro all’Aeroporto Internazionale di Hong Kong.
Grazie a ciò, l'aeroporto è anche è il principale hub per svariate compagnie aeree, tra cui Korean Air, Asiana Airlines, Jeju Air e Polar Air Cargo, nonché hub generico per il trasporto internazionale civile di aerei e il traffico merci in Asia Orientale, risultando, per queste ragioni, attualmente l'ottavo aeroporto più trafficato in Asia in termini di passeggeri, il quarto aeroporto più trafficato del mondo da parte del traffico merci, e l'ottavo aeroporto più trafficato del mondo in termini di passeggeri internazionali nel 2010. Nel 2011 l'aeroporto ha gestito 35.062.376 passeggeri.
Ha aperto i battenti all'inizio del 2001, sostituendo il vecchio Aeroporto Internazionale di Seul-Gimpo, che ora serve principalmente destinazioni nazionali e voli-navetta per aeroporti alternativi in Cina, Giappone e Taiwan. 
Si trova su tratto di terra artificiale, a ovest del centro di Incheon, tra Yeongjong e le isole Yongyu. Quest’ultime erano originariamente isole separate da mare poco profondo, unite nel recupero della zona per il progetto di costruzione. Amministrativamente, il territorio è interamente parte del Distretto di Jung. 
La struttura è collegata alla terraferma dall'Expressway Incheon International Airport (Expressway 130), di cui una parte è costituita dal Yeongjong Bridge, nonché al già citato Aeroporto Internazionale di Seul-Gimpo (nonostante il collegamento sia comunque disponibile anche tramite ferrovia), al fine di fornire connessioni più rapide tra voli domestici ed internazionali. Successivamente, il Ponte di Incheon, a partire dall’ottobre del 2009, serve come via di immissione per la parte meridionale della città medesima. La struttura è anche servita da un servizio di autobus verso moltissime destinazioni della Corea del Sud e da un servizio di traghetto tradizionale tra il molo Yeongjong e Incheon. Le limousine dell'aeroporto, infine, funzionano tutto il giorno da Seoul a Incheon, e diversi autobus interni trasportano persone per luoghi dentro e fuori Seul.
Il sistema ferroviario, infine, lo collega alla Stazione di Seul e quello metropolitano anche alla Linea 5 e 9 della Metropolitana di Seul, che hanno aperto il 23 marzo 2007. Un ulteriore prolungamento nel dicembre del 2010 lo ha inoltre collegato alla Linea 2, 4 e 6.
Il Terminal dispone di 74 porte d'imbarco in tutto, con 44 nel terminal principale e 30 nel Concourse A.

## Storia
Lo scalo ha iniziato l'operatività commerciale nel 2001 andando a sostituire il vecchio Aeroporto Internazionale di Seul-Gimpo, che rimane dedicato ai voli domestici oltre a qualche volo verso la Cina, il Giappone e il Taiwan. Skytrax assegna un rating di 5 stelle all'aeroporto nel 2009.
Dopo le Olimpiadi di Seoul del 1988, il traffico aereo internazionale in Corea è aumentato. Nel 1990, è emerso che Gimpo International Airport non poteva far fronte all'aumento del traffico aereo. Per ridurre il carico sul Gimpo International Airport, la costruzione dell'aeroporto di Incheon ha avuto inizio nel novembre 1992. È stato costruito su un terreno bonificato tra Yeongjong Island e Youngyu Island, e ci sono voluti otto anni per costruire, con altri sei mesi di tempo per testare. L'aeroporto è stato inaugurato nel marzo 2001.
Inizialmente ci sono stati numerosi problemi, per lo più coinvolsero la gestione dei bagagli, la quale ha richiesto il sistema semiautomatico. La maggior parte dei problemi sono stati risolti entro un mese, e l'aeroporto ha iniziato ad operare normalmente.
Il traffico aereo è aumentato notevolmente e all'inizio del 2002 è emerso che l'aeroporto sarebbe risultato saturo entro il 2006. Come risultato nel febbraio 2002, la costruzione della seconda fase è stato avviata. In origine la costruzione doveva essere finita entro dicembre 2008. A causa delle Olimpiadi di Pechino del 2008, tuttavia, il programma di costruzione è stato modificato per consentire alla costruzione di essere finita entro luglio 2008.
Il 15 novembre 2006 l'Airbus A380 è atterrato all'aeroporto nell'ambito della prima tappa del suo viaggio di certificazione. I test sulle piste, taxi-way e rampe hanno dimostrato che l'aeroporto è in grado di gestire l'aeromobile.
Per aggiornare ulteriormente Incheon la grande impresa logistica coreana Hanjin Corporation (società madre della compagnia di bandiera coreana Korean Air) ha concordato il 10 gennaio 2008 di costruire un ospedale di nove piani nei pressi dell'aeroporto. Una volta che la costruzione è stata completata nel 2011, il Centro Medico Yeongjong serve i residenti nelle vicinanze e circa 30.000 turisti medici annuali.

## Statistiche
Questo grafico non è disponibile a causa di un problema tecnico.
Si prega di non rimuoverlo.
Vedi la query Wikidata di origine.